# Скачанный
Скачанный (англ. Downloaded) — документальный фильм 2013 года, поставленный режиссёром Алексом Уинтером и посвящённый влиянию файлообменных сервисов на современный мир. В фильме рассказывается также о людях, внёсших свой вклад в развитие подобных технологий, в частности создателям файлообменной сети Napster, Шону Фэннингу и Шону Паркеру.

## Описание сюжета
Фильм состоит из интервью как с разработчиками программного обеспечения для обмена файлами, так и с музыкантами, говорящими о проблеме авторского права, возникающей в связи с обеспечением общего доступа к файлам.
Основная часть фильма посвящена истории компании Napster — первого сервиса, созданного для свободного обмена данными. Создатели компании, Шон Фэннинг и Шон Паркер рассказывают о возникновении идеи подобного сервиса, о феноменальном успехе сервиса уже в первые три месяца и о последовавшими за этим судебными процессами против Napster, инициированные музыкантами и звукозаписывающими компаниями и приведшие в итоге к его банкротству и поглощению пиринговой компанией Rhapsody в 2011 году.

## Производство
Идея создания фильма пришла его режиссёру Алексу Уитеру ещё в 2002 году после встречи с Шоном Фэннингом. По первоначальному замыслу это должна была быть художественная лента. Через 10 лет режиссёр снова вернулся к идее снять фильм, посвященный Napster, избрав для этого уже документальный формат.
В съёмках фильма приняли участие многие популярные личности, такие как музыканты Генри Роллинз, Билли Корган, Ноэл Галлахер, бывший продюсер и основатель звукозаписывающей компании Island Records Крис Блэквэлл, бывший президент компании Sony Music Дон Айнер, бывший генеральный директор Американской звукозаписывающей компании Хилари Розен, а также основатель Creative Commons Лоуренс Лессиг.